# Brett Dutton
Brett Dutton (18 novembre 1966) è un ex pistard australiano.

## Palmarès

### Olimpiadi
- 1 medaglia:
  - 1 bronzo (Seul 1988 nell'inseguimento a squadre)